# Інохоса-де-Дуеро
Інохоса-де-Дуеро (ісп. Hinojosa de Duero) — муніципалітет в Іспанії, у складі автономної спільноти Кастилія-і-Леон, у провінції Саламанка. Населення — 736 осіб (2010).

## Географія
Муніципалітет розташований на португальсько-іспанському кордоні.
Муніципалітет розташований на відстані близько 270 км на захід від Мадрида, 95 км на захід від Саламанки.

## Демографія
Динаміка населення (INE ):